# Bellevue Chopin
Bellevue Chopin este un oraș din Dominica.